# What's Love Got to Do with It (chanson)
Pour les articles homonymes, voir What's Love Got to Do with It.
Singles de Tina Turner
Help!
(1984) Better Be Good to Me
(1984)
Pistes de Private Dancer
I Might Have Been Queen
(1) Show Some Respect
(3)
What's Love Got to Do with It est une chanson de Tina Turner sortie en single le 4 juin 1984 et présente sur l'album Private Dancer. C'est l'un des singles de Tina Turner qui a connu le plus de succès.
Bien qu'elle ait déjà intégré le top 10 en Grande-Bretagne et le top 30 aux États-Unis avec sa reprise de Let's Stay Together, What's Love Got to Do with It lui permet pour la seule et unique fois d'être numéro un aux États-Unis. Ce titre est le deuxième plus gros succès de 1984 aux États-Unis et le 17e en Grande-Bretagne.
En 1985, la chanson remporte trois Grammy Awards. Le titre est 309e au classement des 500 plus grandes chansons de tous les temps selon le magazine américain Rolling Stone et 38e des Songs of the Century.
Le 17 juillet 2020, le titre ressort dans une version remixée par le DJ norvégien Kygo.

## Historique
Cette chanson, écrite par Terry Britten et Graham Lyle, a été proposée à l'origine au chanteur britannique Cliff Richard. Un employé a répondu à Terry, à l'insu de Cliff, disant que le chanteur n'en voulait pas. Cet employé fut ultérieurement renvoyé par le chanteur britannique. Le titre a alors été proposé à l'américaine Phyllis Hyman qui voulait faire la chanson, mais qui a essuyé un refus du patron de sa maison de disque Arista Records. C'est ensuite à Donna Summer que le titre a été proposé. Elle a déclaré qu'elle l'a conservé plusieurs années sans jamais l'enregistrer. Enfin, quelques mois avant que Tina Turner n'enregistre la chanson, c'est au groupe pop britannique Bucks Fizz qu'il a été proposé. Jay Aston (en), la chanteuse du groupe, a demandé à chanter ce titre après avoir entendu la démo, mais le producteur lui a répondu que ce titre n'était pas pour une voix féminine. Le groupe l'a enregistré en février 1984, mais la voix de Bobby G. Aston rappelle que la démo était très semblable à la version finale de Tina Turner, mais que la version finale du groupe était d'un style très différent. Le titre enregistré par Bucks Fizz devait figurer sur leur album I Hear Talk (en), mais il a été mis de côté quand Turner a sorti en premier lieu sa version. Cette version de Bucks Fizz est restée inédite jusqu'à ce qu'elle soit incluse dans une réédition de leur album Are You Ready (en) paru en 2000.
Tina, le film autobiographique sur la vie de Tina Turner sorti en 1993, a pour titre original celui de la chanson.

## Versions
- 1984 : Album 3:48
- 1984 : Remix 5:43
- 2020 : Kygo remix 3:28

## Classements et certifications
Jusqu'à la sortie de What's Love Got to Do With It, Tina Turner n'avait pas eu de titre classé dans le top 10 aux États-Unis depuis le début des années 1970. Le single atteint la 1re place du Billboard Hot 100 le 1er septembre 1984 et y reste pendant 3 semaines. Cela reste à ce jour le seul titre solo de Turner numéro un aux États-Unis. Du 14 juillet au 18 août 1984, la chanson reste 5 semaines à la 2e place du Hot R&B/Hip-Hop Songs, un des classements thématiques du Billboard, la 1re place étant occupée par le titre de Prince When Doves Cry.
Le single atteint la 3e place du UK Singles Chart britannique, ce qui en fait, là aussi, le meilleur classement atteint par un titre de Turner en Grande-Bretagne.

### Classements
| Hit-parade                             | Meilleure position |
| -------------------------------------- | ------------------ |
| Afrique du Sud (Springbok Radio)       | 2                  |
| Allemagne de l'Ouest (Media Control)   | 7                  |
| Australie (Kent Music Report)          | 1                  |
| Autriche (Ö3 Austria Top 40)           | 4                  |
| Belgique (Flandre Ultratop 50 Singles) | 20                 |
| Canada (Top Singles)                   | 1                  |
| Canada (Adult Contemporary)            | 7                  |
| Espagne (Promusicae)                   | 6                  |
| États-Unis (Hot 100)                   | 1                  |
| États-Unis (Adult Contemporary)        | 8                  |
| États-Unis (R&B/Hip-Hop Songs)         | 2                  |
| États-Unis (Dance Club Songs)          | 21                 |
| États-Unis (Mainstream Rock Songs)     | 51                 |
| Finlande (Suomen virallinen lista)     | 26                 |
| France (SNEP)                          | 21                 |
| Irlande (IRMA)                         | 4                  |
| Italie (Musica e dischi)               | 21                 |
| Norvège (VG-lista)                     | 10                 |
| Nouvelle-Zélande (RMNZ)                | 3                  |
| Pays-Bas (Nederlandse Top 40)          | 15                 |
| Pays-Bas (Single Top 100)              | 10                 |
| Royaume-Uni (UK Singles Chart)         | 3                  |
| Suède (Sverigetopplistan)              | 4                  |
| Suisse (Schweizer Hitparade)           | 8                  |

| Année | Hit-parade                           | Position |
| ----- | ------------------------------------ | -------- |
| 1984  | Allemagne de l'Ouest (Media Control) | 35       |
| 1984  | Australie (Kent Music Report)        | 22       |
| 1984  | Canada Top Singles (RPM)             | 3        |
| 1984  | États-Unis (Hot 100)                 | 2        |
| 1984  | États-Unis (Adult Contemporary)      | 50       |
| 1984  | États-Unis (Hot R&B/Hip-Hop Songs)   | 3        |
| 1984  | Nouvelle-Zélande (RIANZ)             | 13       |
| 1984  | Pays-Bas (Single Top 100)            | 76       |
| 1984  | Royaume-Uni (OCC)                    | 20       |
| 1985  | Afrique du Sud (Springbok Radio)     | 14       |

| Hit-parade           | Meilleure position |
| -------------------- | ------------------ |
| États-Unis (Hot 100) | 495                |

### Certifications
| Pays              | Certification | Ventes/Estimations |
| ----------------- | ------------- | ------------------ |
| Canada (CRIA)     | Platine       | 100 000            |
| États-Unis (RIAA) | Or            | 1 000 000          |
| Royaume-Uni (BPI) | Argent        | 250 000            |

## Récompenses
What's Love Got to Do with It remporte 3 Grammy Awards à la cérémonie de 1985 : enregistrement de l'année, chanson de l'année et meilleure chanteuse pop.
En 2012, elle a été intronisée au Grammy Hall of Fame, récompense honorant les enregistrements musicaux qui ont au moins 25 ans et qui ont une « signification historique ou qualitative », donnant ainsi à Tina Turner son 3e Grammy Hall of Fame Award et son 11e Grammy Award.
Le vidéo-clip de la chanson remporte également le MTV Video Music Award de la meilleure vidéo féminine lors de la cérémonie des MTV Video Music Awards de 1985.

## Dans la culture populaire
La chanson figure au générique de fin du 6e épisode de la 1re saison de Deux Flics à Miami intitulé Le Retour de Calderone : Deuxième Partie (Calderone's Return: Part 2), quand Crockett et Tubbs quittent les Bahamas en bateau.

## Version de Kygo
Singles par Kygo
The Truth
(2020) Hot Stuff
(2020)
Singles par Tina Turner
I'm Ready
(2008)
Clip vidéo
[vidéo] « What's Love Got to Do with It », sur YouTube
What's Love Got to Do with It a été remixée par le disc jockey norvégien Kygo et a été sortie en tant que single le 17 juillet 2020, créditant également Tina Turner comme artiste principale,.
Afin de promouvoir ce titre, un nouveau clip est mis en ligne mais sans que Tina Turner et Kygo n’y apparaissent. Laura Harrier et Charles Michael Davis tiennent les rôles principaux.

### Crédits
Crédits adaptés depuis Tidal.
- Kyrre Gørvell-Dahll – producteur, compositeur, parolier, interprète associé
- Graham Lyle (en) – parolier
- Terry Britten – parolier
- Tina Turner – interprète associé, voix principale
- Randy Merrill – ingénieur en mastering
- Serban Ghenea – ingénieur en mixage

### Classements hebdomadaires
| Classement (2020)                       | Meilleure position |
| --------------------------------------- | ------------------ |
| Allemagne (GfK Entertainment)           | 26                 |
| Australie (ARIA)                        | 95                 |
| Australie (ARIA Dance)                  | 8                  |
| Autriche (Ö3 Austria Top 40)            | 23                 |
| Belgique (Flandre Ultratop 50 Singles)  | 12                 |
| Belgique (Flandre Ultratop 50 Dance)    | 28                 |
| Belgique (Wallonie Ultratop 50 Singles) | 6                  |
| Belgique (Wallonie Ultratop 50 Dance)   | 2                  |
| Canada (Hot 100)                        | 52                 |
| CEI (Tophit)                            | 136                |
| Croatie (HRT)                           | 1                  |
| Écosse (OCC)                            | 3                  |
| États-Unis (Bubbling Under Hot 100)     | 1                  |
| États-Unis (Adult Contemporary)         | 20                 |
| États-Unis (Hot Dance/Electronic Songs) | 7                  |
| France (SNEP)                           | 120                |
| France (SNEP Ventes)                    | 28                 |
| France (SNEP Radio)                     | 9                  |
| Hongrie (Rádiós Top 40)                 | 2                  |
| Hongrie (Dance Top 40)                  | 20                 |
| Hongrie (Single Top 40)                 | 4                  |
| Irlande (Irish Singles Chart)           | 31                 |
| Lettonie (Latvijas Top 40)              | 13                 |
| Lituanie (AGATA)                        | 57                 |
| Mexique (Mexico Airplay)                | 20                 |
| Mexique (Mexico Inglés Airplay)         | 9                  |
| Nouvelle-Zélande Hot Singles (RMNZ)     | 8                  |
| Norvège (VG-lista)                      | 4                  |
| Pays-Bas (Nederlandse Top 40)           | 19                 |
| Pays-Bas (Single Top 100)               | 58                 |
| Pologne (ZPAV)                          | 1                  |
| Portugal (AFP)                          | 197                |
| Roumanie (Airplay 100)                  | 19                 |
| Royaume-Uni (UK Singles Chart)          | 31                 |
| Serbie (Radiomonitor)                   | 1                  |
| Slovaquie (IFPI Rádio)                  | 3                  |
| Slovaquie (IFPI Singles Digitál)        | 28                 |
| Slovénie (SloTop50)                     | 4                  |
| Suède (Sverigetopplistan)               | 7                  |
| Suisse (Schweizer Hitparade)            | 6                  |
| Suisse (Charts Romandie)                | 3                  |
| Tchéquie (IFPI Rádio)                   | 54                 |
| Tchéquie (IFPI Singles Digitál)         | 44                 |